# Miconia tubulosa
Miconia tubulosa är en tvåhjärtbladig växtart som beskrevs av Henry Allan Gleason. Miconia tubulosa ingår i släktet Miconia och familjen Melastomataceae. Inga underarter finns listade i Catalogue of Life.